# Al-Muhtadí (abbàssida)
Abu-Ishaq Muhàmmad al-Muhtadí bi-L·lah —àrab: أبو إسحاق محمد المهتدي بالله, Abū Isḥāq Muḥammad al-Muhtadī bi-Llāh—, més conegut per la primera part del seu làqab com al-Muhtadí (? - 870), fou califa abbàssida de Bagdad (869-870).
A la mort d'al-Wàthiq (847) alguns dignataris pretenien proclamar al seu fill Muhàmmad al-Muhtadí, la mare del qual era una esclava grega, però el tron va passar al germà del difunt, al-Mutawàkkil (847-861). Després de l'assassinat d'al-Mútazz (866-869) el 15 de juliol del 869, Muhàmmad fou finalment proclamat amb el làqab d'al-Muhtadí (22/22 de juliol del 869). Fou un rigorista que va suprimir la música de la cort i va adoptar diverses mesures per l'observança de la religió. Alguns alides estaven revoltats o es van revoltar a províncies però el seu enemic més perillós fou el general turc Mussa ibn Bugha. L'estiu del 869 estava lluitant a Pèrsia contra els alides i quan va saber la proclamació d'al-Muhtadí va abandonar la lluita i es va retirar. Va arribar a Samarra el desembre del 869 i va exigir al califa que castigués el general i cap dels turcs Sàlih ibn Wàssif per haver despullat de tots els seus béns a la mare del califa al-Mútazz, Kabiha. Sàlih es va amagar i els mercenaris turcs es van amotinar i van amenaçar de deposar el califa, però aquest va intervenir amb energia i va restablir la tranquil·litat, si bé va haver de prometre als seguidor de Sàlih que li donaria el perdó. En absència de Sàlih el poder administratiu va estar en mans de Sulayman ibn Wahb, un vell i experimentat funcionari que durant uns sis mesos va fer les funcions de visir sense tenir-ne el títol, el qual va seguir tenint nominalment Abu-l-Fadl Jàfar al-Iskafí (que ja ho era des de temps d'al-Mútazz), però amb el poder efectiu en mans d'al-Hàssan ibn Makhlad com a secretari en cap.
Sàlih restava amagat i els mercenaris es van dirigir a Samarra on van començar a saquejar fins que Mussa els va atacar i dispersar. Poc després uns soldats de Mussa van descobrir l'amagatall de Sàlih, que fou assassinat. Llavors Mussa fou enviat en campanya contra els kharigites i el califa va poder incitar al poble contra el general absent i contra el seu germà Muhàmmad ibn Bugha i els va acusar de defraudar al tresor. Muhàmmad fou cridat a la cort i executat tot i que el mateix califa li havia garantit la vida. Ara calia eliminar Mussa però el pla va arribar a oïment d'aquest que llavors es va dirigir amb el seu exèrcit cap a la capital i va derrotar de manera decisiva les tropes califals. Al-Muthadí no obstant va refusar abdicar i fou executat pel general el 21 de juny del 870. Al-Mútamid, germà d'al-Mútazz, fou ascendit al tron, marcant el final del període conegut com l'anarquia de Samarra.